# Calle Lehendakari Leizaola
La calle Lehendakari Leizaola es una calle ubicada en la villa de Bilbao y surgida a raíz de la remodelación de la zona de Abandoibarra. Situada entre la plaza Euskadi y la avenida Abandoibarra, discurre paralelamente al paseo Eduardo Victoria de Lecea, junto al parque Casilda Iturrizar. Su denominación es un homenaje al fallecido lendakari Jesús María Leizaola.

## Edificios de interés
Diversos edificios reseñables rodean la calle Lehendakari Leizaola. En orden desde la plaza Euskadi hacia la ría (avenida Abandoibarra) son:
- Edificio Artklass de Robert Krier.
- Edificio Etxargi de César Portela.
- Residencial Parkeder, de Iskander Atutxa y Jon Urrutikoetxea.
- Viviendas en la calle Lehendakari Leizaola, de Luis Peña Ganchegui.
- Hotel Meliá Bilbao, de Ricardo Legorreta Vilchis.
- Centro Comercial Zubiarte, de Robert Stern.

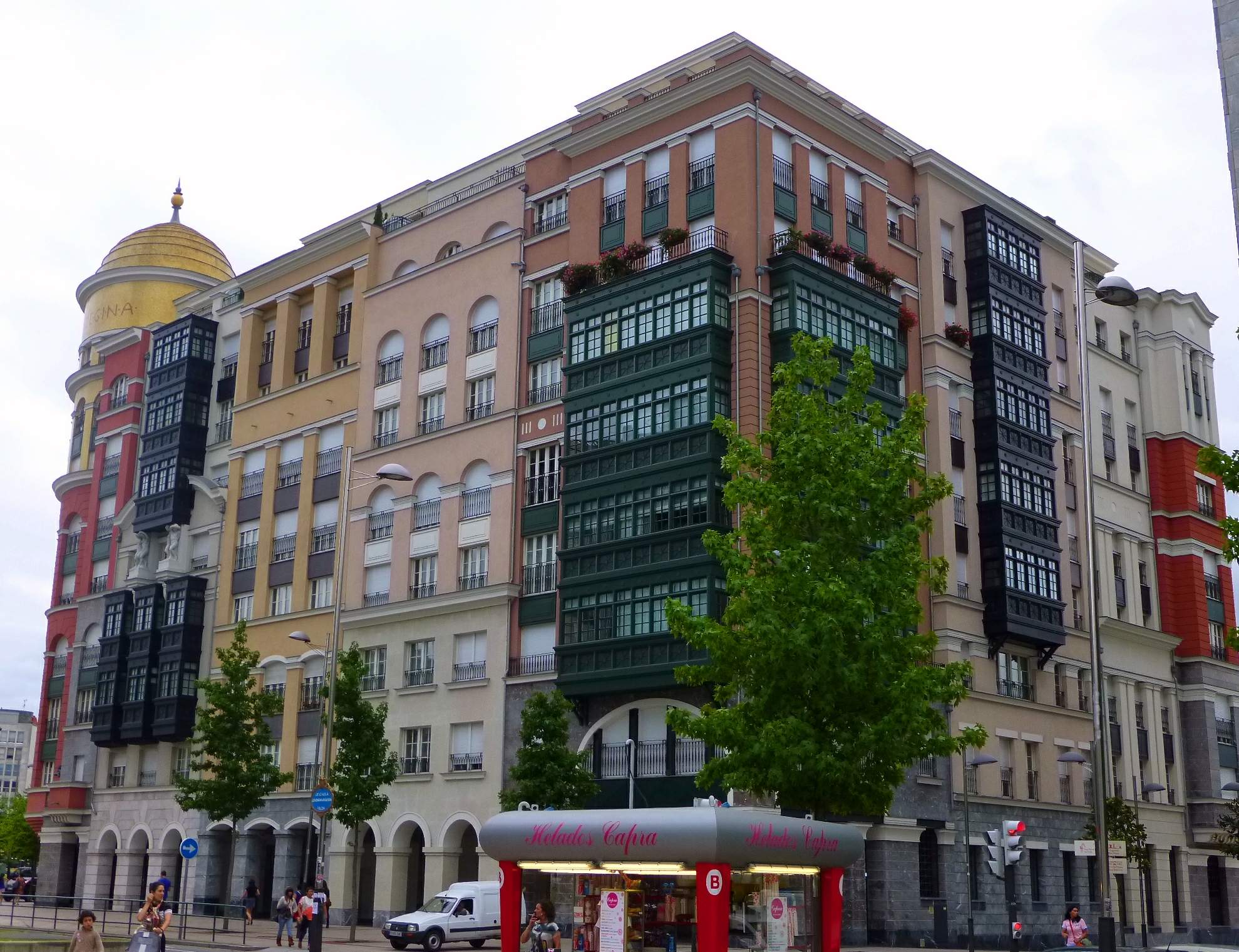
Edificio Artklass
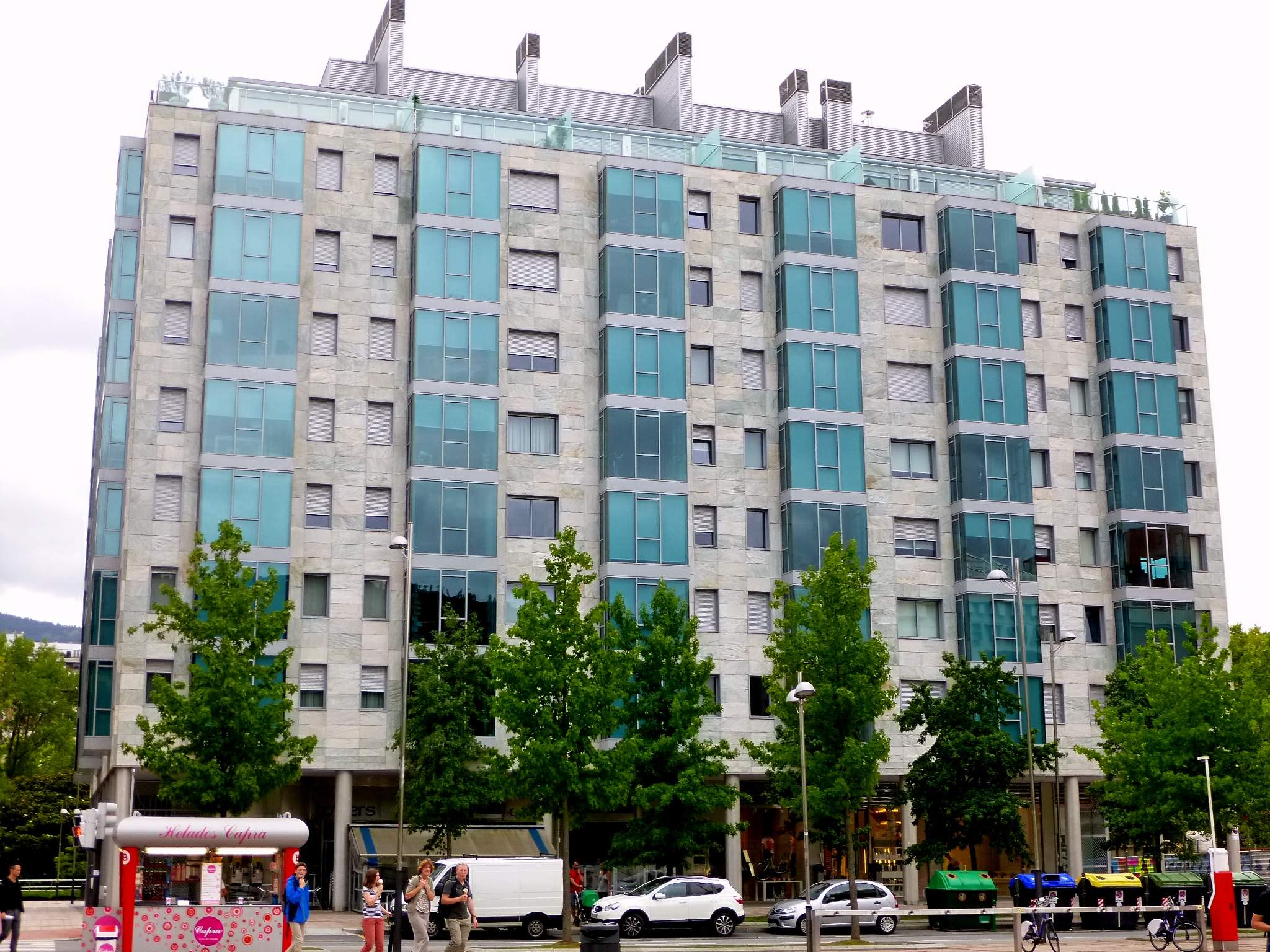
Edificio Etxargi
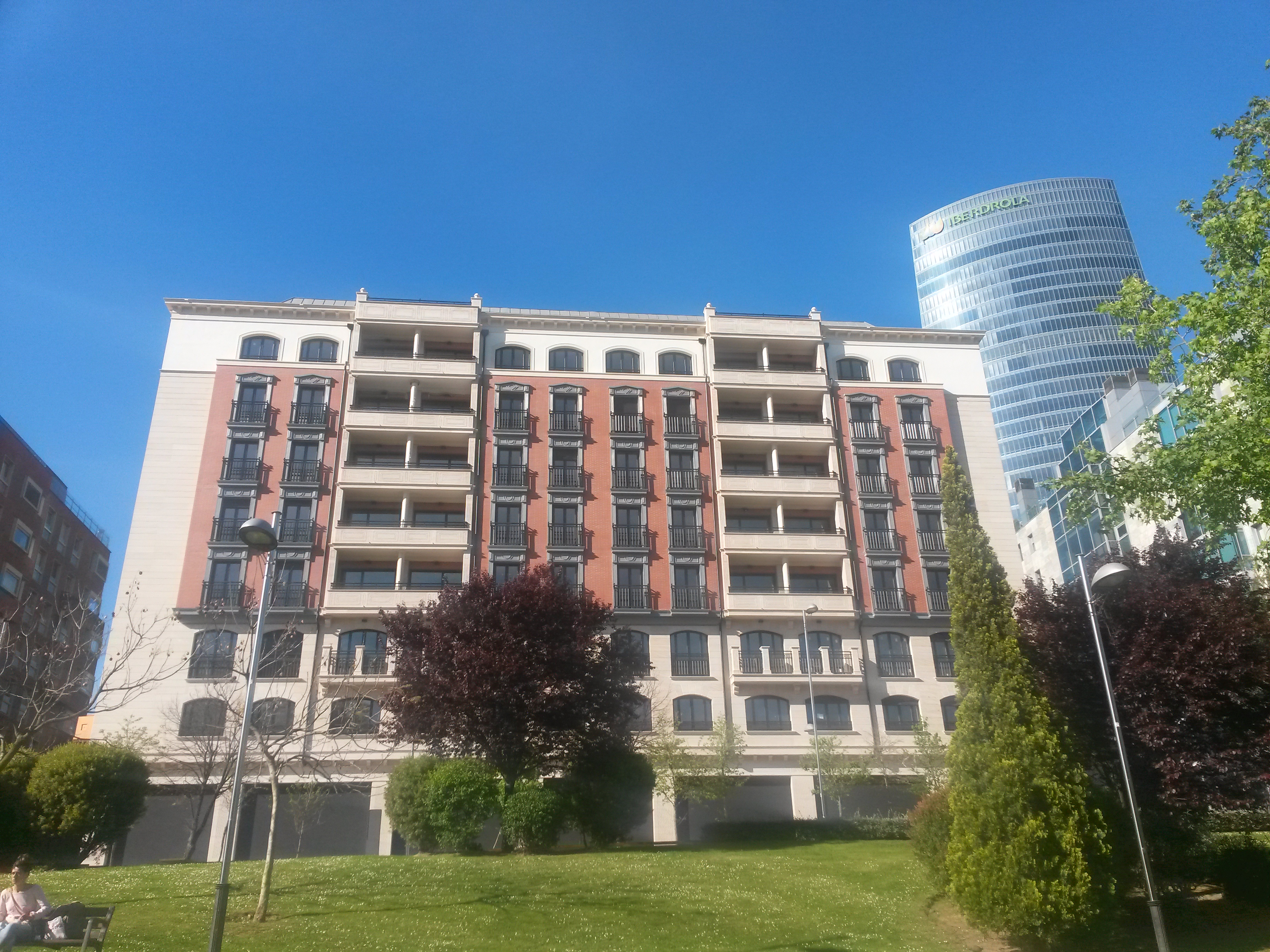
Residencial Parkeder
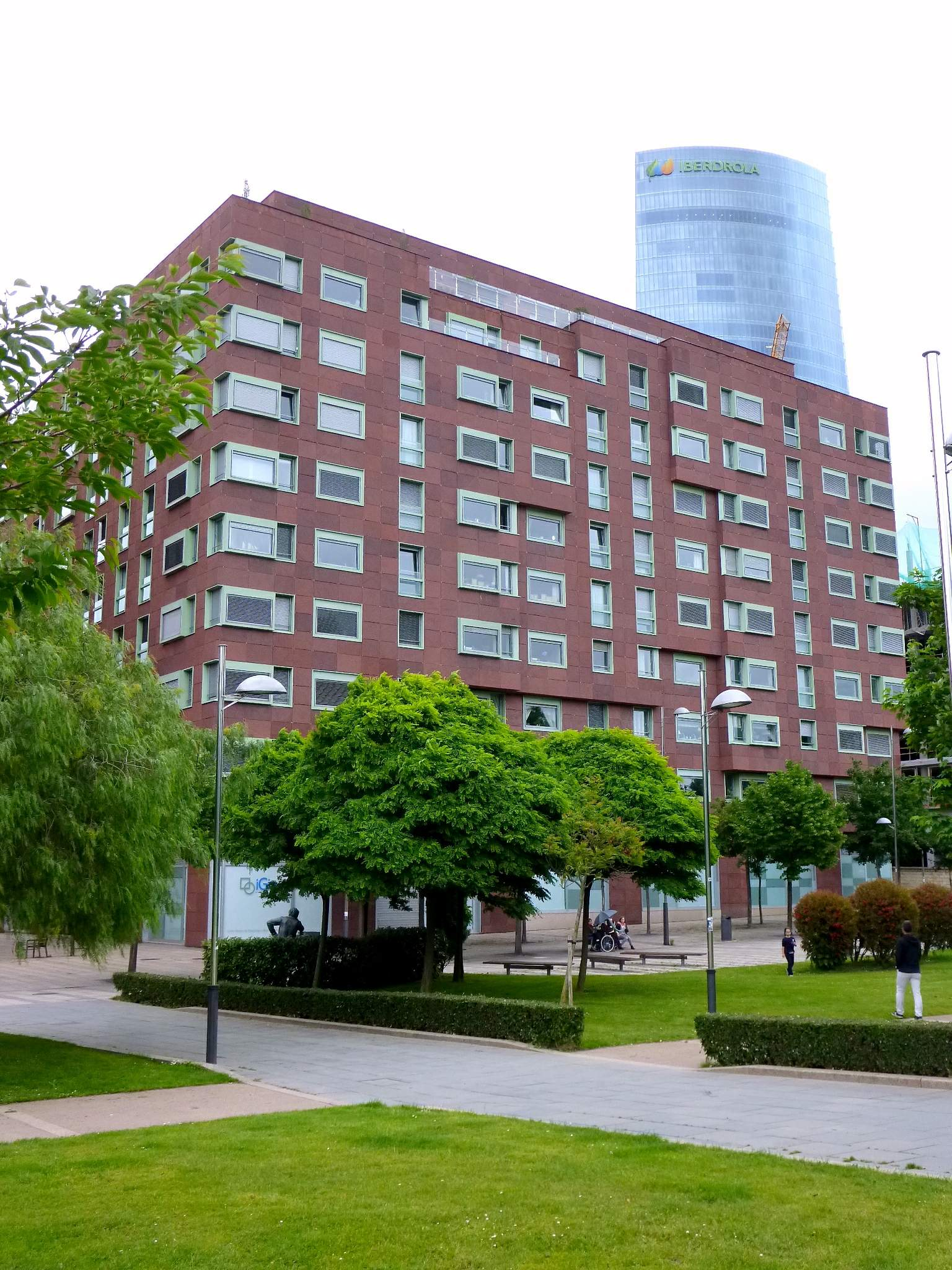
Viviendas de Luis Peña Ganchegui
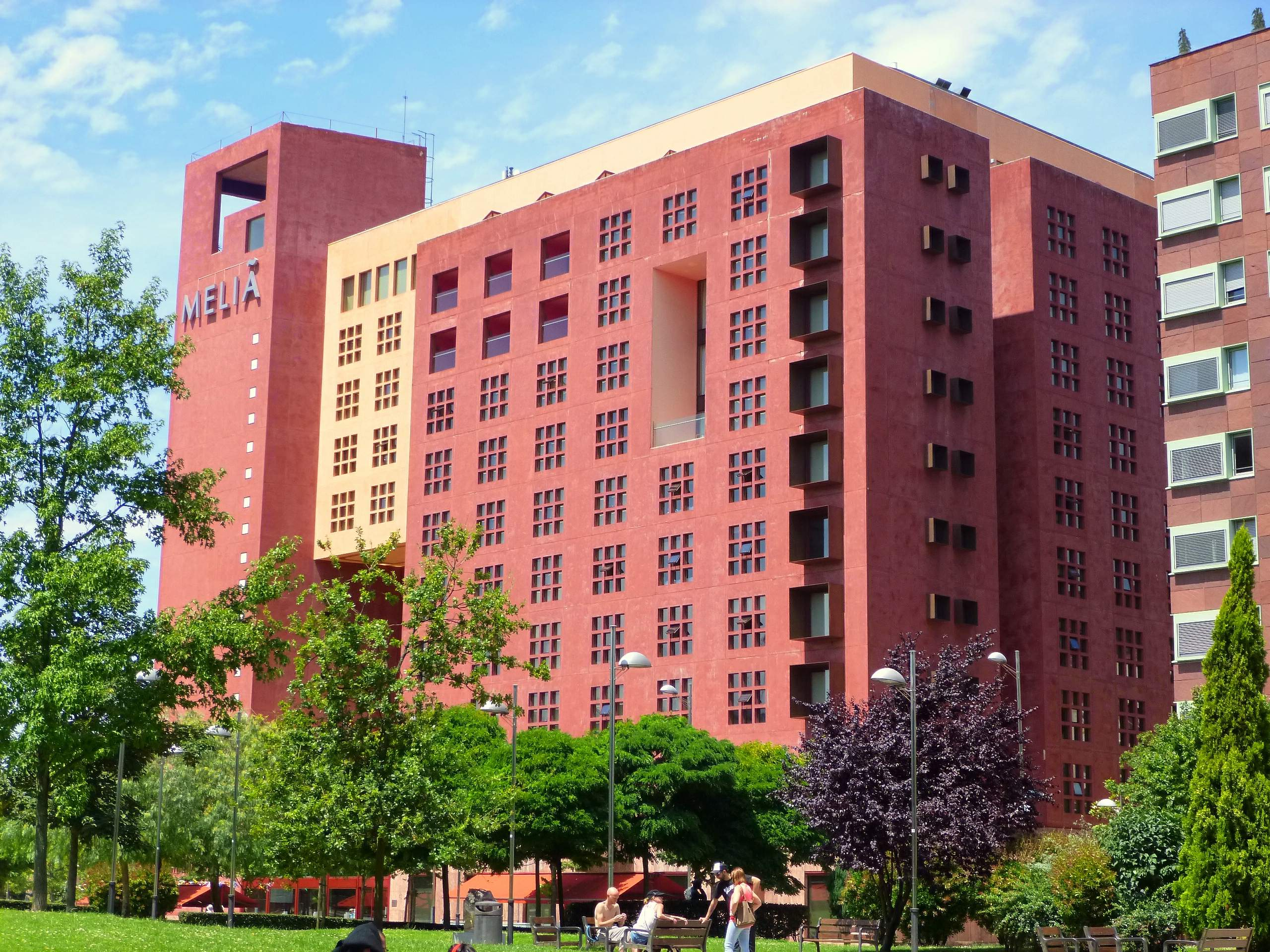
Hotel Meliá Bilbao
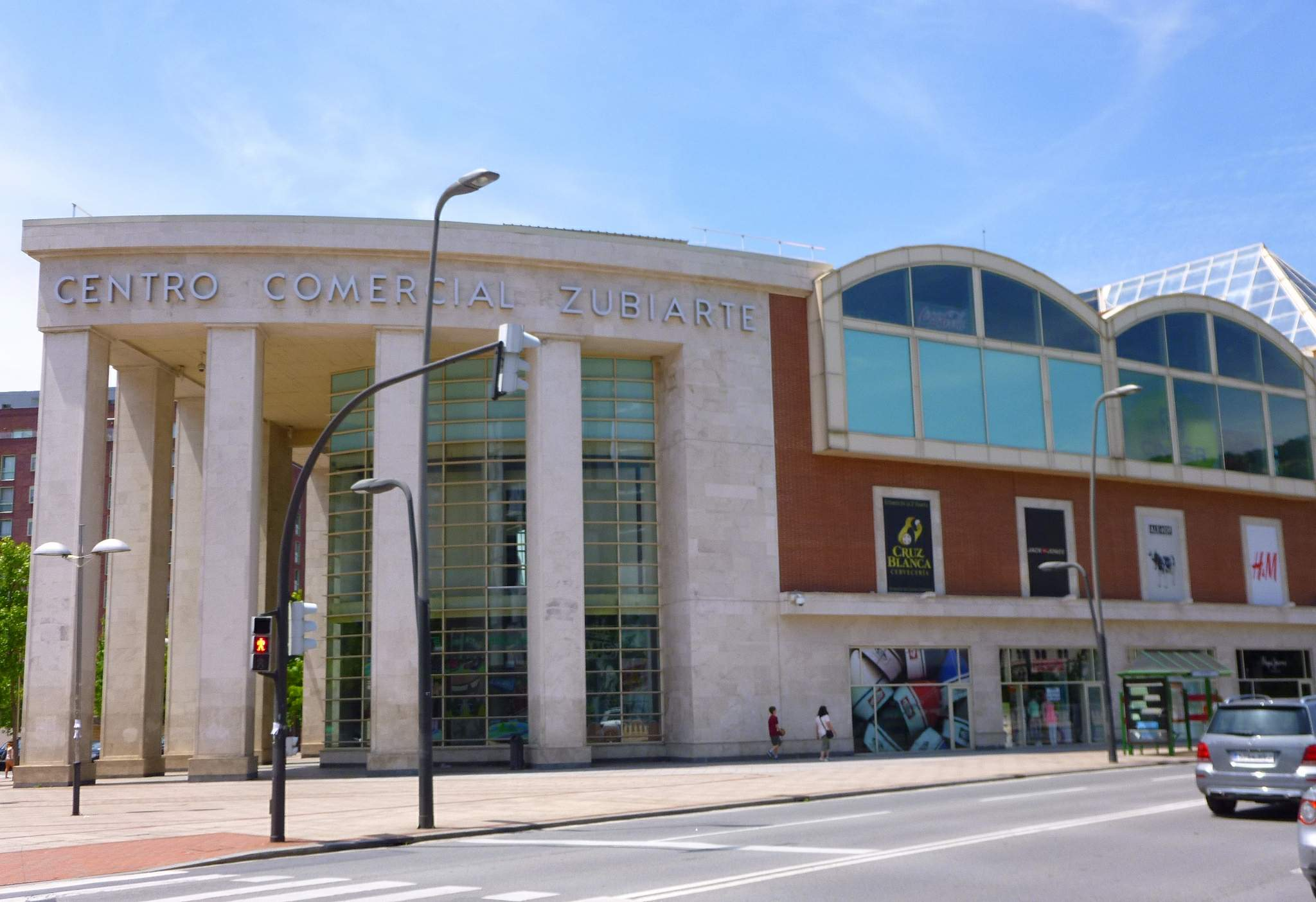
Zubiarte

## Medios de transporte
- Estación de Moyua del metro de Bilbao.
- Estaciones de Euskalduna y Abandoibarra del tranvía de Bilbao.